# La Tour (pel·lícula)
La tour és una pel·lícula documental francesa de 1928 dirigida per René Clair.

## Trama
La protagonista del documental és la Torre Eiffel, ja present a la primera pel·lícula de Clair Paris qui dort: el període silenciós per a Clair s'obre i es tanca amb l'estimat símbol de París.

## Producció
Es tracta d'un documental d'un sol rodet i es va rodar el març de 1928 per a la pel·lícula Albatros d'Alexandre Kamenka.

## Crítica
Alexandre Arnoux, a Les Nouvelles Littéraires, la defineix: ...una lletra d'esplendor fosc i metàl·lic.